# Турнир претендентов по международным шашкам 1959
Турнир претендентов 1959 года («Challenge Mondial 1959») — шашечный турнир, по результатам которого был определён соперник чемпиона мира по международным шашкам Исера Купермана в проведённом в этом же году матче. Турнир был проведён в два круга при четырёх участниках с 30 июня по 5 июля 1959 года в Монако. Победил в турнире и получил право на матч за звание чемпиона мира нидерландский шашист Герт ван Дейк, набравший 9 очков из 12 возможных.
В турнире не участвовал представитель Советского Союза. Право участвовать в турнире претендентов получал победитель проходившего в мае 1959 года V первенства СССР. Но из-за того, что чемпион СССР (Вячеслав Щёголев) был определён только в июне в дополнительном матче, он не успел приехать к началу турнира претендентов.

## Итоги
| Место | Спортсмен     | Страна     | 1   | 2   | 3   | 4   | Игры | Выигр. | Ничьи | Пораж. | Очки |
| ----- | ------------- | ---------- | --- | --- | --- | --- | ---- | ------ | ----- | ------ | ---- |
| 1     | Герт ван Дейк | Нидерланды |     | 1 1 | 2 1 | 2 2 | 6    | 3      | 3     | 0      | 9    |
| 2     | Оскар Ферпост | Бельгия    | 1 1 |     | 2 1 | 1 1 | 6    | 1      | 5     | 0      | 7    |
| 3     | Рауль Дельом  | Франция    | 0 1 | 0 1 |     | 2 2 | 6    | 2      | 2     | 2      | 6    |
| 4     | Анже Аглиарди | Монако     | 0 0 | 1 1 | 0 0 |     | 6    | 0      | 2     | 4      | 2    |